# 吳賢重
吳賢重（韓語：오현중，1995年12月26日—），韓國男演員。

## 影視作品

### 劇集
| 年份 | 播放平台  | 劇名                   | 角色   | 備註  |
| 2019 | Watcha    | 《旅行談：特別的社區》 | 英民   | [ 1 ] |
| 2019 | SBS       | 《醫生耀漢》           | 金元熙 | [ 2 ] |
| 2020 | KOK TV    | 《Youtuber Class》     | 盧在民 | [ 3 ] |
| 2023 | TV朝鮮    | 《我的Happy Ending》   | 白勝奎 | [ 4 ] |
| 2025 | MBC       | 《孟教練的惡評者》     | 敏宇   | [ 5 ] |
| 2025 | Channel A | 《代替旅行》           | 玄風   | [ 6 ] |

### 電影
| 年份 | 劇名             | 角色 | 備註 |
| 2019 | 《再一次，春天》 | 英民 |      |

## 外部連結
- 吳賢重的Instagram帳戶
- 吳賢重在NAVER上的资料
- 吳賢重在Daum上的资料
- 吳賢重在互联网电影资料库（IMDb）上的資料（英文）
- 吳賢重在HanCinema的頁面（英文）（英文）